# 宮崎なぎさ
宮﨑 なぎさ（みやざき なぎさ）は、日本の女性アニメーター、キャラクターデザイナー、アニメ監督。宮崎と表記されることが多い（崎の右上が「立」になるのが正しい字だが、環境により表示できない。右上が「大」の心理カウンセラーは別人）。また、一部の作品において二宮 ハルカ（にのみや ハルカ）という変名を使う時もある。

## 略歴
神奈川県立横須賀高等学校卒業。「テレコム・アニメーションフィルム」にて動画デビュー。宮崎駿監督作品他の動画・原画としてアニメーターとしてのキャリアを積み、1990年に加瀬政広の設立した「スタジオかあたん」に参加後に独立。数多くのテレビアニメ・劇場アニメで原画・作画監督として活躍する。
1990年代後半から演出業に進出、大地丙太郎の下で助監督他様々な役職を兼務した。1999年に『十兵衛ちゃん -ラブリー眼帯の秘密-』と『今、そこにいる僕』、2001年『フルーツバスケット』で助監督を務め、2002年オムニバス作品『シスター・プリンセス RePure』で初監督を務めた。翌2003年の『D.C. 〜ダ・カーポ〜』ではシリーズ物の初監督を務めた。2004年『カッパの飼い方』で監督に加え、シリーズ構成や作詞も手がけるようになった。
現在も監督業をしているが、オフまたは準備期間にあたる時期は交友のある演出家・アニメーターが関わる作品で単発の演出・原画として活動している。

## 主な参加作品

### テレビアニメ
1987年
- ミスター味っ子（1987年 - 1989年、原画）

1988年
- 美味しんぼ（1988年 - 1992年、原画）

1989年
- らんま1/2 熱闘編（1989年 - 1992年、原画）

1990年
- ふしぎの海のナディア（1990年 - 1991年、原画）
- つる姫じゃ〜っ!（作画監督）
- 雲のように風のように（原画）

1991年
- どろろんぱっ!（原画）
- ゲンジ通信あげだま（1991年 - 1992年、原画）
- 絶対無敵ライジンオー（1991年 - 1992年、原画）

1992年
- コボちゃん（1992年 - 1994年、原画）
- クレヨンしんちゃん （1992年 - 、原画）

1993年
- 疾風!アイアンリーガー（1993年 - 1994年、原画）

1994年
- 七つの海のティコ（原画）
- とっても!ラッキーマン（1994年 - 1995年、原画）
- カラオケ戦士マイク次郎（1994年 - 1995年、原画）
- 超くせになりそう（1994年 - 1995年、作画監督）

1995年
- NINKU -忍空-（1995年 - 1996年、原画）
- 爆れつハンター（1995年 - 1996年、原画）
- ふしぎ遊戯（1995年 - 1996年、原画）

1996年
- こどものおもちゃ（1996年 - 1998年、原画）

1997年
- 烈火の炎（1997年 - 1998年、原画）
- ポケットモンスター（1997年 - 2002年、原画）
- 中華一番!（1997年 - 1998年、作画監督）
- 吸血姫美夕（1997年 - 1998年、原画）

1998年
- セクシーコマンドー外伝 すごいよ!!マサルさん（原画）
- Weiß kreuz（原画）
- 彼氏彼女の事情（1998年 - 1999年、原画・OP原画）
- Night Walker -真夜中の探偵-（原画）
- 花さか天使テンテンくん（1998年 - 1999年、キャラクターデザイン・作画監督）

1999年
- 十兵衛ちゃん -ラブリー眼帯の秘密-（助監督・演出）
- GTO（原画）
- 今、そこにいる僕（1999年 - 2000年、助監督・演出）

2000年
- グラビテーション（作画監督）

2001年
- おじゃる丸（2001年 - 、絵コンテ）
- フルーツバスケット（助監督・演出・原画）

2002年
- 十二国記（絵コンテ・演出）
- キディ・グレイド（演出）
- シスター・プリンセス RePure キャラクターズ（監督・原画）

2003年
- D.C. 〜ダ・カーポ〜 メインストーリー （監督・原画）

2004年
- 美鳥の日々（絵コンテ・原画）
- レジェンズ 甦る竜王伝説（2004年 - 2005年、キャラクター原案）

2005年
- 好きなものは好きだからしょうがない!!（監督・脚本） ※監督は二宮ハルカ名義
- 魔法先生ネギま!（監督）※1 - 13話 全工程、14 - 17話 作画前後まで
- 英國戀物語エマ（絵コンテ）
- カッパの飼い方（2005年 - 2006年、監督・シリーズ構成・作詞）

2006年
- 鍵姫物語 永久アリス輪舞曲（監督・原画）※絵コンテは二宮ハルカ名義
- 僕等がいた（OP原画）

2007年
- ひとひら（絵コンテ）※二宮ハルカ名義
- 英國戀物語エマ 第二幕（絵コンテ）
- ななついろ★ドロップス（絵コンテ）

2008年
- ポルフィの長い旅（原画）
- 家庭教師ヒットマンREBORN!（OP4原画）
- PERSONA -trinity soul-（原画）
- 狂乱家族日記（脚本・ED（凶華ver）絵コンテ・演出・作画）
- 乃木坂春香の秘密（絵コンテ）
- 伯爵と妖精（絵コンテ・OP演出）

2009年
- 花咲ける青少年（脚本）
- よくわかる現代魔法（絵コンテ）
- かなめも（絵コンテ）
- けんぷファー（絵コンテ・OP絵コンテ）
- ささめきこと（絵コンテ・演出）
- 乃木坂春香の秘密 ぴゅあれっつぁ♪（絵コンテ）

2010年
- テガミバチ（絵コンテ）
- ジュエルペット てぃんくる☆（絵コンテ）

2011年
- ジュエルペット サンシャイン（絵コンテ）
- いつか天魔の黒ウサギ（絵コンテ）
- 侵略!?イカ娘（絵コンテ）

2012年
- しろくまカフェ（絵コンテ・演出）
- ジュエルペット きら☆デコッ!（絵コンテ）

2013年
- ふたりはミルキィホームズ（OP絵コンテ）
- 帰宅部活動記録（絵コンテ）

2014年
- 妖怪ウォッチ（絵コンテ）
- 普通の女子校生が【ろこどる】やってみた。（絵コンテ）
- グラスリップ（絵コンテ）
- 暁のヨナ（絵コンテ）

2015年
- 探偵歌劇 ミルキィホームズ TD（絵コンテ）
- 聖剣使いの禁呪詠唱（絵コンテ）
- うたの☆プリンスさまっ♪ マジLOVEレボリューションズ（絵コンテ）

2016年
- ディバインゲート（絵コンテ）
- 迷家-マヨイガ-（絵コンテ）
- パズドラクロス（演出）

2017年
- 弱虫ペダル NEW GENERATION（絵コンテ）
- クラシカロイド（絵コンテ）

2018年
- それいけ!アンパンマン（絵コンテ）
- イナズマイレブン アレスの天秤（絵コンテ）
- イナズマイレブン オリオンの刻印（2018年 - 2019年、絵コンテ）

2019年
- B-PROJECT〜絶頂*エモーション〜（絵コンテ）
- ぼくたちは勉強ができない（絵コンテ）
- ダンベル何キロ持てる?（絵コンテ）

2020年
- トミカ絆合体 アースグランナー（絵コンテ）
- ミュークルドリーミー（絵コンテ）

2021年
- マジカパーティ（絵コンテ）
- 月とライカと吸血姫（絵コンテ）

2022年
- 妖怪ウォッチ♪（絵コンテ）
- このヒーラー、めんどくさい（絵コンテ）
- 惑星のさみだれ（絵コンテ）

2023年
- 最強陰陽師の異世界転生記（絵コンテ）
- 君のことが大大大大大好きな100人の彼女（絵コンテ）
- 帰還者の魔法は特別です（絵コンテ）

2024年
- 30歳まで童貞だと魔法使いになれるらしい（絵コンテ）
- 悪役令嬢レベル99 〜私は裏ボスですが魔王ではありません〜（絵コンテ）
- 出来損ないと呼ばれた元英雄は、実家から追放されたので好き勝手に生きることにした（絵コンテ）

2025年
- ハニーレモンソーダ（絵コンテ）
- Aランクパーティを離脱した俺は、元教え子たちと迷宮深部を目指す。（絵コンテ）
- 魔神創造伝ワタル（絵コンテ）
- 九龍ジェネリックロマンス（絵コンテ）
- ロックは淑女の嗜みでして（絵コンテ）

### 劇場アニメ
1984年
- 名探偵ホームズ 青い紅玉／海底の財宝（動画）

1987年
- ルパン三世 風魔一族の陰謀（原画）

1988年
- となりのトトロ（動画）

1989年
- 魔女の宅急便（動画）

1992年
- アップフェルラント物語（原画）

1993年
- 3丁目のタマ おねがい!モモちゃんを捜して!!（原画）

1994年
- キャプテン翼 最強の敵! オランダユース（原画）

1996年
- トイレの花子さん（キャラクターデザイン）
- 劇場版 魔法陣グルグル（原画）

1997年
- 魔法学園ルナ! 青い竜の秘密スッポコ魔法作戦!（キャラクターデザイン・作画監督）

1999年
- アキハバラ電脳組 2011年の夏休み（原画）

2002年
- ギャグマンガ日和 ジャンプフェスタ2002版（作画）
- 猫の恩返し（原画）

2006年
- 鉄コン筋クリート（原画）

### OVA
1990年
- NEWドリームハンター麗夢　夢の騎士達（原画）　

1991年
- スケバン刑事（原画）
- ZIGGY THE MOVIE それゆけ! R&R BAND （原画）

1994年
- ぼくはこのまま帰らない（原画）
- 疾風!アイアンリーガー 銀光の旗の下に（原画）
- KIZUNA 2（原画）

1995年
- 妖精姫レーン（原画）

1996年
- それゆけ!宇宙戦艦ヤマモト・ヨーコ（原画）

1997年
- 八雲立つ（原画）

1998年
- 電脳戦隊ヴギィ'ズ★エンジェル（原画）
- 世紀末リーダー外伝たけし!（原画）

1999年
- FAKE（キャラクターデザイン・作画監督）

2001年
- アニメーション制作進行くろみちゃん（原画）
- KIZUNA -絆- 恋のから騒ぎ（原画）

2002年
- Happy World!（2002年 - 2003年、OP原画）

2003年
- 遙かなる時空の中で2-白き龍の神子- 上巻（監督）

2004年
- まかせてイルか!（ラインプロデューサー・キャラクター原案）

2005年
- アンジェリーク 〜Twinコレクション〜（絵コンテ）

2008年
- 最終試験くじらProgressive（監督）
- デトロイト・メタル・シティ（演出・作画監督・原画）

### Webアニメ
- 最終試験くじら（2007年、監督・シリーズ構成）

### ゲーム
- ティアーズ・トゥ・ティアラ 花冠の大地（2008年、オープニングアニメーションディレクター）